# Publius Licinius Crassus
Publius Licinius Crassus Dives (... – i. e. 87) római politikus és hadvezér, consul i. e. 97-ben.

## Családja
Publius Licinius Crassus a Crassusok fontos ágának tagja volt, a Licinius plebejus nemzetséghez tartozott; anyja egy bizonyos Tertula volt, apja pedig Marcus Licinius Crassus Agelastus, Publius Licinius Crassus Dives Mucianus fia, aki a consul és a pontifex maximus tisztségét töltötte be. Fivére, Marcus Licinius Crassus praetor volt i. e. 107-ben.
Venuleia volt a felesége, akinek tőle a polgárháborúban meggyilkolt triumvir, Marcus Licinius Crassus született. A család mellett élt, megérte Publius és Licinius házasságát és unokaöccse születését.

## Élete
Crassus pénzemberként kezdte Narbonne-ban, az azonos nevű római tartományban, és mielőtt a konzulátus (valószínűleg még aedilis korában) javasolta a luxust szabályozó lex Liciniát, amelyet hamarosan jóváhagytak, de i. e. 98-ban megsemmisítettek. Aedilisként olyan törvényt is javasolt, amely korlátozta a cirkuszi játékok pompáját. I. e. 97-ben Gnaeus Cornelius Lentulusszal együtt consulnak választották, konzulátusa idején törvényeket adtak ki, amelyek tiltották a mágikus művészeteket és az emberáldozatot. I. e. 97 és i. e. 93 között Hispania kormányzója volt, ahol egy csatában legyőzte a luzitánokat, és ezzel diadalt aratott.
Caius Iulius Caesar nevezte ki legátussá i. e. 90-ben, a polgáháború idején, és barátjával, Caesarral együtt censor lett, betiltva a nem Itáliából érkező borokat és kenőcsöket. A polgárháború után római állampolgárságot szerzett italikuszokat új törzsekre osztotta.
Noha nagyon gazdag volt, Crassus nem lakott nagy házban. Semleges szemtanúja volt Sulla optimái és Marius népszerűségei közötti összecsapásnak, de amikor az utóbbi i. e. 87-ben elfoglalta Rómát, meghalt, alkalmasint öngyilkos lett.

## Fordítás
- Ez a szócikk részben vagy egészben  a   Publio Licinio Crasso (console 97 a.C.) című olasz Wikipédia-szócikk ezen változatának fordításán alapul.  Az eredeti cikk szerkesztőit annak laptörténete sorolja fel. Ez a jelzés csupán a megfogalmazás eredetét és a szerzői jogokat jelzi, nem szolgál a cikkben szereplő információk forrásmegjelöléseként.